# Otway
Otway és una població dels Estats Units a l'estat d'Ohio. Segons el cens del 2000 tenia 86 habitants.

## Demografia
Segons el cens del 2000, Otway tenia 86 habitants, 40 habitatges, i 26 famílies. La densitat de població era de 150,9 habitants per km².
Dels 40 habitatges en un 17,5% hi vivien nens de menys de 18 anys, en un 47,5% hi vivien parelles casades, en un 12,5% dones solteres, i en un 35% no eren unitats familiars. En el 35% dels habitatges hi vivien persones soles el 20% de les quals corresponia a persones de 65 anys o més que vivien soles. El nombre mitjà de persones vivint en cada habitatge era de 2,15 i el nombre mitjà de persones que vivien en cada família era de 2,77.
Per edats la població es repartia de la següent manera: un 16,3% tenia menys de 18 anys, un 14% entre 18 i 24, un 23,3% entre 25 i 44, un 20,9% de 45 a 60 i un 25,6% 65 anys o més.
L'edat mediana era de 44 anys. Per cada 100 dones de 18 o més anys hi havia 75,6 homes.
La renda mediana per habitatge era de 27.500 $ i la renda mediana per família de 35.000 $. Els homes tenien una renda mediana de 32.500 $ mentre que les dones 25.625 $. La renda per capita de la població era de 12.966 $. Aproximadament l'11,5% de les famílies i el 14,1% de la població estaven per davall del llindar de pobresa.

## Poblacions més properes
El següent diagrama mostra les poblacions més properes.